# Omaha Nighthawks temporada 2010
La temporada 2010 de Omaha Nighthawks fue la primera temporada que participó en la United Football League, luego de que en 2009 se anunció como la franquicia de expansión. Terminó la temporada en la 5.ª posición con una marca de 3-5.

## Draft de expansión
Cada equipo protegió 20 jugadores de su plantilla anterior y Omaha pudo seleccionar 20 jugadores para conformar su plantilla, este draft se realizó el 16 de abril.
|  | = Jugador que firmó con el equipo |

| Jugador           | Posición | College             | Procedencia |
| ----------------- | -------- | ------------------- | ----------- |
| Martin Bibla      | OG       | Miami (FL)          | Las Vegas   |
| Wendell Bryant    | DT       | Wisconsin           | Las Vegas   |
| Ross Kolodziej    | DT       | Wisconsin           | Las Vegas   |
| Gary Stills       | LB       | West Virginia       | Las Vegas   |
| P. J. Alexander   | OG       | Syracuse            | Florida     |
| Willie Andrews    | S        | Baylor              | Florida     |
| Fred Matua        | OG       | Southern California | Florida     |
| Frank Murphy      | WR       | Kansas State        | Florida     |
| Ryan Neufeld      | TE       | UCLA                | Florida     |
| Josh Savage       | DE       | Utah                | Florida     |
| DeJuan Tribble    | CB       | Boston College      | Florida     |
| Shaud Williams    | RB       | Alabama             | Florida     |
| Willie Williams   | DT       | Louisville          | Florida     |
| Mike Fladell      | OT       | Rutgers             | New York    |
| Ryan Hoag         | WR       | Gustavus Adolphus   | New York    |
| Christian Hopkins | TE       | Toledo              | New York    |
| Terrell Maze      | CB       | San Diego State     | New York    |
| Craphonso Thorpe  | WR       | Florida State       | New York    |
| Adrian McCovy     | LB       | Arizona             | California  |
| Adam Speer        | OG       | Oregon State        | California  |

## Draft
El Draft se llevó a cabo el 2 de junio de 2010. Consistió en 12 rondas de selección para cada equipo. 3 de los jugadores seleccionados firmaron con el equipo.
|  | = Jugador que firmó con el equipo |

| Ronda | Elección | Jugador          | Posición | College           |
| ----- | -------- | ---------------- | -------- | ----------------- |
| 1     | 1        | DeWayne White    | DE       | Louisville        |
| 2     | 6        | Chike Okeafor    | DE       | Purdue            |
| 3     | 11       | Shawn Andrews    | OT       | Arkansas          |
| 4     | 16       | Adrian Jones     | OT       | Kansas            |
| 5     | 21       | Kenny Peterson   | DT       | Ohio State        |
| 6     | 26       | Ronald Curry     | WR       | North Carolina    |
| 7     | 35       | DeMarcus Faggins | CB       | Kansas State      |
| 8     | 39       | Devard Darling   | WR       | Washington State  |
| 9     | 43       | Nate Webster     | LB       | Miami (FL)        |
| 10    | 47       | Frank Walker     | CB       | Tuskegee          |
| 11    | 51       | Hollis Thomas    | DT       | Northern Illinois |
| 12    | 60       | Nick Ferguson    | S        | Georgia Tech      |

## Calendario
| Semana | Fecha                     | Hora Local | Rival                       | Resultado | Resultado | Estadio            | Asistencia | TV       |
| Semana | Fecha                     | Hora Local | Rival                       | Marcador  | Marca     | Estadio            | Asistencia | TV       |
| ------ | ------------------------- | ---------- | --------------------------- | --------- | --------- | ------------------ | ---------- | -------- |
| 1      | Descanso                  | Descanso   | Descanso                    | Descanso  | Descanso  | Descanso           | Descanso   | Descanso |
| 2      | Viernes, 24 de septiembre | 19:00 h    | Hartford Colonials          | G 27–26   | 1–0       | Rosenblatt Stadium | 23,067     | HDNet    |
| 3      | Sábado, 2 de octubre      | 19:30 h    | Sacramento Mountain Lions   | G 20–17   | 2-0       | Rosenblatt Stadium | 23,416     | HDNet    |
| 4      | Viernes, 8 de octubre     | 21:00 h    | @ Las Vegas Locomotives     | P 10-22   | 2-1       | Sam Boyd Stadium   | 9,767      | HDNet    |
| 5      | Sábado, 16 de octubre     | 15:00      | @ Hartford Colonials        | G 19-14   | 3-1       | Rentschler Field   | 14,056     | NESN     |
| 6      | Descanso                  | Descanso   | Descanso                    | Descanso  | Descanso  | Descanso           | Descanso   | Descanso |
| 7      | Jueves, 28 de octubre     | 19:00 h    | Las Vegas Locomotives       | P 10-24   | 3-2       | Rosenblatt Stadium | 23,554     | HDNet    |
| 8      | Viernes, 5 de noviembre   | 20:00 h    | @ Florida Tuskers           | P 14-31   | 3-3       | Citrus Bowl        | 9,203      | HDNet    |
| 9      | Sábado, 13 de noviembre   | 20:00 h    | @ Sacramento Mountain Lions | P 3-41    | 3-4       | Hornet Stadium     | 20,000     | Versus   |
| 10     | Viernes, 19 de noviembre  | 19:30 h    | Florida Tuskers             | P 10-27   | 3-5       | Rosenblatt Stadium | 21,106     | HDNet    |

## Clasificación
| y - Las Vegas Locomotives | 5 | 3 | 0 | 0.625 | 174 | 142 |
| y - Florida Tuskers       | 5 | 3 | 0 | 0.625 | 213 | 136 |
| Sacramento Mountain Lions | 4 | 4 | 0 | 0.500 | 169 | 162 |
| Hartford Colonials        | 3 | 5 | 0 | 0.375 | 169 | 194 |
| Omaha Nighthawks          | 3 | 5 | 0 | 0.375 | 111 | 202 |

y - Avanzo al Championship Game

## Estadísticas por jugador
| #  | Po. | Nombre             | Tit. | Sup. | N/P | Ina. |
| -- | --- | ------------------ | ---- | ---- | --- | ---- |
| 3  |     | D.J. Shockley      | 0    | 0    | 1   | 0    |
| 6  |     | Jeff Wolfert       | 0    | 3    | 0   | 0    |
| 7  | QB  | Jeff Garcia        | 3    | 0    | 0   | 0    |
| 13 |     | Maurice Clarett    | 0    | 3    | 0   | 0    |
| 15 |     | Matt Gutierrez     | 0    | 0    | 2   | 0    |
| 16 |     | Justin Brantley    | 0    | 3    | 0   | 0    |
| 19 |     | Andrew Brewer      | 0    | 2    | 0   | 1    |
| 20 | SS  | Stewart Schweigert | 2    | 1    | 0   | 0    |
| 21 |     | Shaud Williams     | 0    | 3    | 0   | 0    |
| 23 | CB  | Ricardo Colclough  | 2    | 0    | 0   | 1    |
| 24 |     | Eric Green         | 0    | 3    | 0   | 0    |
| 26 | FS  | Aaron Rouse        | 1    | 2    | 0   | 0    |
| 27 |     | Dejuan Tribble     | 0    | 1    | 0   | 0    |
| 30 | RB  | Ahman Green        | 3    | 0    | 0   | 0    |
| 31 |     | Willie Andrews     | 0    | 0    | 1   | 0    |
| 32 |     | Jermaine Phillips  | 0    | 2    | 0   | 0    |
| 35 | CB  | Corey Ivy          | 1    | 1    | 0   | 0    |
| 36 | FB  | Rendrick Taylor    | 3    | 0    | 0   | 0    |
| 37 | FS  | Calvin Lowry       | 2    | 1    | 0   | 0    |

| #  | Po. | Nombre           | Tit. | Sup. | N/P | Ina. |
| -- | --- | ---------------- | ---- | ---- | --- | ---- |
| 38 | CB  | Demarcus Faggins | 3    | 0    | 0   | 0    |
| 42 | SS  | Clinton Hart     | 1    | 2    | 0   | 0    |
| 44 | DE  | Jay Moore        | 3    | 0    | 0   | 0    |
| 47 |     | Matt Overton     | 0    | 2    | 1   | 0    |
| 50 |     | Joey Larocque    | 0    | 3    | 0   | 0    |
| 51 |     | Donovan Raiola   | 0    | 1    | 2   | 0    |
| 52 |     | Alex Lewis       | 0    | 3    | 0   | 0    |
| 53 | LB  | Nick Greisen     | 3    | 0    | 0   | 0    |
| 54 | LB  | Patrick Thomas   | 3    | 0    | 0   | 0    |
| 55 |     | Gary Stills      | 0    | 3    | 0   | 0    |
| 56 | LB  | Morlon Greenwood | 1    | 2    | 0   | 0    |
| 59 | LB  | Cato June        | 2    | 1    | 0   | 0    |
| 61 |     | Marvin Philip    | 0    | 1    | 0   | 2    |
| 62 |     | Junius Coston    | 0    | 0    | 2   | 1    |
| 66 | OG  | Mitch Erickson   | 3    | 0    | 0   | 0    |
| 69 | OC  | P.J. Alexander   | 3    | 0    | 0   | 0    |
| 71 | OT  | Dan Gay          | 2    | 0    | 1   | 0    |
| 72 | OT  | George Foster    | 3    | 0    | 0   | 0    |
| 74 | OG  | Damion Cook      | 3    | 0    | 0   | 0    |

| #  | Po. | Nombre            | Tit. | Sup. | N/P | Ina. |
| -- | --- | ----------------- | ---- | ---- | --- | ---- |
| 77 |     | Wendell Bryant    | 0    | 2    | 0   | 1    |
| 78 | OT  | Julius Wilson     | 1    | 2    | 0   | 0    |
| 80 |     | Jeb Putzier       | 0    | 3    | 0   | 0    |
| 81 | WR  | Devard Darling    | 3    | 0    | 0   | 0    |
| 82 |     | Biren Ealy        | 0    | 2    | 1   | 0    |
| 83 |     | Mike Peterson     | 0    | 2    | 1   | 0    |
| 84 | TE  | Christian Hopkins | 3    | 0    | 0   | 0    |
| 85 |     | Mike Hass         | 0    | 3    | 0   | 0    |
| 86 |     | Lee Vickers       | 0    | 3    | 0   | 0    |
| 87 |     | David Kircus      | 0    | 0    | 1   | 0    |
| 88 |     | Roy Hall          | 0    | 3    | 0   | 0    |
| 89 | WR  | Robert Ferguson   | 3    | 0    | 0   | 0    |
| 90 |     | Kevin Basped      | 0    | 3    | 0   | 0    |
| 92 | DT  | Willie Williams   | 3    | 0    | 0   | 0    |
| 93 | DE  | Josh Savage       | 2    | 0    | 1   | 0    |
| 94 | DT  | Dusty Dvoracek    | 3    | 0    | 0   | 0    |
| 95 |     | Charles Grant     | 0    | 2    | 0   | 0    |
| 95 | DE  | DeWayne White     | 1    | 0    | 0   | 0    |
| 96 |     | Nic Clemons       | 0    | 1    | 0   | 0    |
| 97 |     | Demetrin Veal     | 0    | 2    | 0   | 1    |

 Po. - Posición; Tit. - Titular; Sup. - Suplente; N/P - No Participó; Ina - Inactivo
| # | Nombre    | Cmp | Att | Yds | TD | Int | Lg | Sck |
| - | --------- | --- | --- | --- | -- | --- | -- | --- |
| 7 | J. Garcia | 82  | 147 | 862 | 8  | 4   | 48 | 4   |

| Nombre      | N.º | Yds | Avg  | TD | Lg |
| ----------- | --- | --- | ---- | -- | -- |
| R. Ferguson | 20  | 266 | 13.3 | 2  | 45 |
| D. Darling  | 13  | 135 | 10.4 | 3  | 41 |
| C. Hopkins  | 11  | 84  | 7.6  | 0  | 19 |
| R. Hall     | 8   | 68  | 8.5  | 0  | 12 |
| J. Putzier  | 6   | 46  | 7.7  | 2  | 13 |
| M. Hass     | 6   | 96  | 16.0 | 0  | 42 |
| A. Green    | 6   | 42  | 7.0  | 0  | 13 |
| R. Taylor   | 4   | 28  | 7.0  | 1  | 10 |
| M. Clarett  | 4   | 23  | 5.7  | 0  | 10 |
| A. Brewer   | 2   | 20  | 20.0 | 0  | 10 |
| B. Ealy     | 1   | 48  | 48.0 | 0  | 48 |
| S. Williams | 1   | 6   | 6.0  | 0  | 6  |

| Nombre      | Att | Yds | Avg  | TD | Lg |
| ----------- | --- | --- | ---- | -- | -- |
| A. Green    | 47  | 180 | 3.8  | 0  | 12 |
| J. Garcia   | 14  | 40  | 2.9  | 0  | 14 |
| M. Clarett  | 15  | 29  | 1.9  | 0  | 7  |
| S. Williams | 8   | 34  | 4.2  | 0  | 9  |
| D. Darling  | 1   | 4   | 4.0  | 0  | 4  |
| R. Taylor   | 1   | 2   | 2.0  | 0  | 2  |
| R. Ferguson | 1   | -4  | -4.0 | 0  | 0  |

| Nombre        | Tkl | Ast | Tot  | Sck | Yds | FF |
| ------------- | --- | --- | ---- | --- | --- | -- |
| P. Thomas     | 17  | 11  | 22.5 | 0.0 | 0   | 0  |
| N. Greisen    | 17  | 5   | 19.5 | 0.0 | 0   | 0  |
| S. Schweigert | 14  | 10  | 19.0 | 0.0 | 0   | 0  |
| C. June       | 10  | 8   | 14.0 | 0.0 | 0   | 0  |
| D. Faggins    | 10  | 5   | 12.5 | 0.0 | 0   | 0  |
| C. Hart       | 9   | 5   | 11.5 | 0.0 | 0   | 0  |
| E. Green      | 10  | 2   | 11.0 | 0.0 | 0   | 0  |
| R. Colclough  | 9   | 3   | 10.5 | 0.0 | 0   | 0  |
| C. Lowry      | 8   | 3   | 9.5  | 0.0 | 0   | 0  |
| A. Lewis      | 4   | 5   | 6.5  | 0.0 | 0   | 0  |
| D. Dvoracek   | 4   | 5   | 6.5  | 0.0 | 0   | 0  |
| A. Rouse      | 3   | 7   | 6.5  | 0.0 | 0   | 0  |
| J. Moore      | 5   | 2   | 6.0  | 0.0 | 0   | 0  |
| W. Williams   | 5   | 2   | 6.0  | 0.0 | 0   | 0  |
| J. Larocque   | 5   | 2   | 6.0  | 0.0 | 0   | 0  |
| M. Greenwood  | 5   | 1   | 5.5  | 0.0 | 0   | 0  |
| C. Ivy        | 3   | 4   | 5.0  | 0.0 | 0   | 0  |
| W. Bryant     | 3   | 3   | 4.5  | 0.0 | 0   | 0  |
| K. Basped     | 3   | 3   | 4.5  | 0.0 | 0   | 0  |
| G. Stills     | 1   | 6   | 4.0  | 0.0 | 0   | 0  |
| D. Veal       | 3   | 1   | 3.5  | 1.0 | 7   | 0  |
| D. White      | 3   | 1   | 3.5  | 0.0 | 0   | 0  |
| J. Phillips   | 1   | 3   | 2.5  | 0.0 | 0   | 0  |
| N. Clemons    | 2   | 0   | 2.0  | 0.0 | 0   | 0  |
| J. Savage     | 1   | 2   | 2.0  | 0.0 | 0   | 0  |
| C. Grant      | 1   | 1   | 1.5  | 0.0 | 0   | 0  |
| D. Darling    | 1   | 0   | 1.0  | 0.0 | 0   | 0  |
| D. Tribble    | 1   | 0   | 1.0  | 0.0 | 0   | 0  |
| M. Overton    | 1   | 0   | 1.0  | 0.0 | 0   | 0  |
| D. Gay        | 1   | 0   | 1.0  | 0.0 | 0   | 0  |
| M. Erickson   | 1   | 0   | 1.0  | 0.0 | 0   | 0  |
| R. Hall       | 1   | 0   | 1.0  | 0.0 | 0   | 0  |
| A. Brewer     | 0   | 2   | 1.0  | 0.0 | 0   | 0  |